# 五本木
五本木（ごほんぎ）は、東京都目黒区の地名。五本木一丁目から五本木三丁目までが設置されている。住居表示実施済区域。

## 地理
目黒区の北部に位置する。北部は目黒区上目黒に接する。東部は目黒区祐天寺・中町・中央町にそれぞれ接する。南部は目黒区鷹番に接する。西部は世田谷区下馬に接する。町域内を南北に三宿通りと五本木通りが、また南端沿いには駒沢通りがそれぞれ通っている。また東急東横線の線路が町域内を通っており、五本木一丁目東部に隣接して祐天寺駅がある。町域内は主に住宅地として利用されている。

### 地価
住宅地の地価は、2025年（令和7年）1月1日の公示地価によれば、五本木2-50-13の地点で99万6000円/m2となっている。

## 歴史
1968年（昭和43年）、従前の上目黒五丁目・中目黒三丁目・三谷町の各一部から成立。

## 世帯数と人口
2025年（令和7年）3月1日現在（目黒区発表）の世帯数と人口は以下の通りである。
| 丁目         | 世帯数    | 人口    |
| ------------ | --------- | ------- |
| 五本木一丁目 | 2,308世帯 | 3,827人 |
| 五本木二丁目 | 2,470世帯 | 3,957人 |
| 五本木三丁目 | 1,325世帯 | 2,115人 |
| 計           | 6,103世帯 | 9,899人 |

### 人口の変遷
国勢調査による人口の推移。
| 年                 | 人口   |
| ------------------ | ------ |
| 1995年（平成7年）  | 9,464  |
| 2000年（平成12年） | 9,465  |
| 2005年（平成17年） | 9,503  |
| 2010年（平成22年） | 9,721  |
| 2015年（平成27年） | 9,561  |
| 2020年（令和2年）  | 10,141 |

### 世帯数の変遷
国勢調査による世帯数の推移。
| 年                 | 世帯数 |
| ------------------ | ------ |
| 1995年（平成7年）  | 4,891  |
| 2000年（平成12年） | 5,159  |
| 2005年（平成17年） | 5,286  |
| 2010年（平成22年） | 5,388  |
| 2015年（平成27年） | 5,407  |
| 2020年（令和2年）  | 5,895  |

## 学区
区立小・中学校に通う場合、学区は以下の通りとなる（2025年4月現在）。
| 丁目         | 番地 | 小学校               | 中学校                 |
| ------------ | ---- | -------------------- | ---------------------- |
| 五本木一丁目 | 全域 | 目黒区立上目黒小学校 | 目黒区立目黒中央中学校 |
| 五本木二丁目 | 全域 | 目黒区立五本木小学校 | 目黒区立目黒中央中学校 |
| 五本木三丁目 | 全域 | 目黒区立五本木小学校 | 目黒区立目黒中央中学校 |

## 交通
町域北東部で東急東横線祐天寺駅に隣接する。また、町域南部方面では隣の学芸大学駅が利用できる。

## 事業所
2021年（令和3年）現在の経済センサス調査による事業所数と従業員数は以下の通りである。
| 丁目         | 事業所数  | 従業員数 |
| ------------ | --------- | -------- |
| 五本木一丁目 | 128事業所 | 762人    |
| 五本木二丁目 | 123事業所 | 688人    |
| 五本木三丁目 | 65事業所  | 373人    |
| 計           | 316事業所 | 1,823人  |

### 事業者数の変遷
経済センサスによる事業所数の推移。
| 年                 | 事業者数 |
| ------------------ | -------- |
| 2016年（平成28年） | 300      |
| 2021年（令和3年）  | 316      |

### 従業員数の変遷
経済センサスによる従業員数の推移。
| 年                 | 従業員数 |
| ------------------ | -------- |
| 2016年（平成28年） | 1,439    |
| 2021年（令和3年）  | 1,823    |

## 施設
- 目黒区立上目黒小学校
- 目黒区立五本木小学校
- 目黒区立守屋図書館
- 日本聖公会 聖パウロ教会
- 駐日モーリタニア大使館

## その他

### 日本郵便
- 郵便番号 : 153-0053[3]（集配局 : 目黒郵便局[15]）。